# William March (Autor)
William March (* 18. September 1893; † 15. Mai 1954) war ein US-amerikanischer Schriftsteller.

## Leben
William March wurde als William Edward Campbell am 18. September 1893 in Mobile, Alabama, geboren. Er war das zweite von elf Kindern von John Leonard Campbell, einem verarmten Sohn eines konföderierten Soldaten, und Susan Campbell geborene Dabney, Tochter einer wohlhabenden Familie in Mobile. Da die Familie in Armut lebte, brach March im Alter von 14 Jahren die Schule ab, um in einem Sägewerk in Lockhart, Covington County, zu arbeiten. Mit 16 zog er zurück nach Mobile und nahm eine Anstellung in einer Anwaltskanzlei an, um seine Schulbildung zu finanzieren. Später erwarb er sein High-School-Diplom an der Valparaiso University in Indiana und studierte anschließend ein Jahr an der University of Alabama in Tuscaloosa. 1916 zog er nach New York City und arbeitete dort als Büroangestellter in einer Anwaltskanzlei in Brooklyn.
Im Juni 1917 meldete sich March freiwillig als Private bei den U.S. Marines. Nach dem Training auf Parris Island wurde er im Februar 1918 nach Frankreich verlegt und dem Marine-Regiment der 2. Division zugeteilt. Er kämpfte in der Schlacht von Belleau Wood (wobei er an Kopf und Schulter verwundet wurde), nahm an den Offensiven bei Aisne–Marne, Saint-Mihiel sowie an der entscheidenden Schlacht am Blanc Mont Ridge teil. Für seine Tapferkeit erhielt er die französische Croix de Guerre sowie in den USA das Distinguished Service Cross und Navy Cross – beide für denselben Einsatz. Besonders im Oktober 1918 am Blanc Mont Ridge zeigte er außergewöhnlichen Mut, indem er unter Feuer Verwundete rettete, obwohl er selbst verletzt war, und so half, einen deutschen Gegenangriff abzuwehren. Nach dem Krieg folgten kurze Studien an der Universität Toulouse, und im August 1919 wurde er ehrenhaft entlassen.
Ab 1919 arbeitete William March für die Waterman Steamship Corporation. Er stieg vom Frachtagenten bis zur Position des Vizepräsidenten auf und hatte Einsätze in Mobile, Memphis, New York, Hamburg und London. Er beschäftigte sich intensiv mit psychologischen Theorien (unter anderem Adler, Freud, Jung), um seine posttraumatischen Kriegserlebnisse zu verarbeiten. Seine erste unter dem Pseudonym „William March“ veröffentlichte Kurzgeschichte „The Holly Wreath“ erschien im Oktober 1929 in der Zeitschrift Forum.
Ab 1933 widmete March sich verstärkt dem Schreiben, gab 1937 seine Tätigkeit als Vizepräsident auf und zog nach New York City. Er beschäftigte sich weiterhin intensiv mit psychologischen Themen. In seinen letzten Lebensjahren lebte er zurückgezogen in Mobile und New Orleans. Dort starb March am 15. Mai 1954 an einem Herzinfarkt und wurde auf dem Greenwood Cemetery in Tuscaloosa beigesetzt.

## Werk

### Frühwerk und „Company K“
In seinem 1933 erschienenem Erzählband Company "K" werden Kriegserlebnisse in Frankreich während des Ersten Weltkriegs beschrieben. "In kurzen Episoden zeichnet er psychologisch-naturalistische Einzelporträts der Männer, beschreibt er ihr Verhalten im Nahkampf, bei Verwundungen, Gasangriffen und Gefangenenerschießungen, beschwört er die Frontpsychose des Stellungskrieges. Mit dieser Mosaiktechnik erzielt er eine so eindringliche Gesamtwirkung, dass sein Werk als ein beachtlicher amerikanischer Beitrag zur Antikriegsliteratur nach dem Ersten Weltkrieg gelten darf." (Kindlers Literatur-Lexikon). Seit 2025 ist Company K auch in einer deutschen Übersetzung als E-Book erhältlich.

### Pearl‑County‑Romane
Nach Company K folgte die „Pearl County“-Trilogie, in der er seine Kindheitserinnerungen aus dem ländlichen Alabama literarisch verarbeitete:
- Come in at the Door (1934), geprägt vom Southern Gothic Stil[5]
- The Tallons (1936)[6]
- The Looking‑Glass (1943), als Höhepunkt dieser Reihe angesehen.

### Kurzgeschichten und späte Romane
March veröffentlichte vier Kurzgeschichten-Sammlungen
- The Little Wife and Other Stories (1935)
- Some Like Them Short (1939)
- Trial Balance: The Collected Short Stories of William March (1945)[7]
- 99 Fables (1960), posthum erschienen

Seine Werke wurden mehrfach in den O. Henry Prize Stories und Best American Short Stories aufgenommen. Eine deutschsprachige Sammlung seiner Kurzgeschichten ist als E-Book unter dem Titel „Was bleibt“ erschienen.
Am bekanntesten wurde sein 1954 erschienener Psycho-Thriller The Bad Seed, der noch im selben Jahr von Maxwell Anderson für den Broadway adaptiert wurde. 1956 wurde der Roman durch Mervyn LeRoy verfilmt (Böse Saat). Eine deutsche Übersetzung des Romans (Leni Sobez) erschien 1971 als Die böse Saat im Heyne-Verlag. In einer neuen Übersetzung erschien es 2025 als E-Book (Klabauter Verlag).

## Rezeption und Nachwirkung
Literaturkritiker würdigten March häufig als tiefgründigen Psychologen und unterschätzten Schriftsteller. Alistair Cooke bezeichnete ihn als „most underrated of all contemporary American writers“. Seine Werke werden heute u.  a. in der Alabama Writers Hall of Fame (2015) geehrt.

## Auszeichnungen
- US Navy Cross, Distinguished Service Cross, Croix de Guerre (1918)[3]
- Mehrfach in O. Henry Prize Stories und Best American Short Stories (u.  a. 1930, 1931, 1936, 1937, 1944)